# 小江戸FM
株式会社小江戸FM（こえどエフエム）は、埼玉県川越市の一部地域を放送対象地域として超短波放送（FM放送）を営む特定地上基幹放送事業者である。
ラジオ川越（ラジオかわごえ）の愛称でコミュニティ放送を行っている。

## 概要
2021年（令和3年）開局。
2020年（令和2年）に婦人服販売、飲食店経営、不動産賃貸などを展開するジョイグループ（Joy Group）などが出資し株式会社小江戸FMが設立された。代表取締役社長には株式会社ジョイ社長の間中繁孝が就任した。
間中繁孝は、2009年川越を舞台としたNHK連続テレビ小説「つばさ」に触発され、この当時から川越市にコミュニティFM開局をと準備を進めてきた。
本社・演奏所（スタジオ）は川越市脇田町のJOY09ビルA館6階にある。
このビルには大型ビジョンが設置されており、ラジオとビジョンの同時放送も行われる。
送信所は川越市脇田町のアトレビル（アトレマルヒロ）にあり、特定地上基幹放送局の呼出符号はJOZZ3CX-FM、呼出名称はかわごえエフエム、周波数88.7MHz、空中線電力10W、放送区域は川越市、狭山市、坂戸市、鶴ヶ島市、日高市、 ふじみ野市、入間郡三芳町、比企郡川島町の各一部地域。
インターネット配信はJCBAインターネットサイマルラジオによる。
番組枠は、川越市の内外問わず募集し、一部を除き自社制作番組を放送。
川越市とは「災害時緊急放送に関する協定」を締結している。

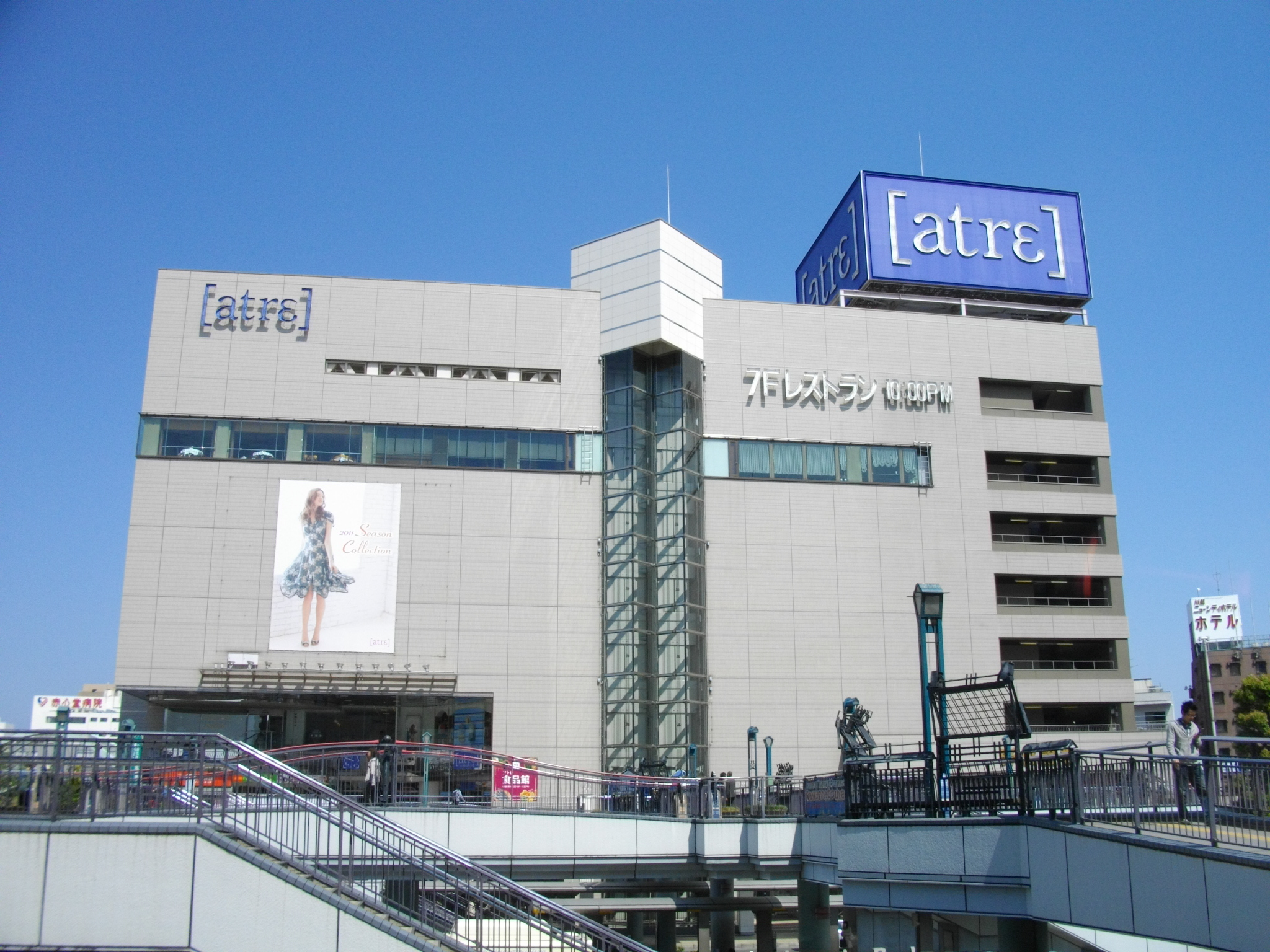
小江戸FMの送信所がある、アトレビル（アトレマルヒロ）

## 沿革
- 2020年（令和2年）
  - 4月 - 株式会社小江戸FM設立[4]
  - 7月26日 - 本社をJOY09ビルB館6階からA館6階に移転[6]
  - 10月7日 - 特定地上基幹放送局の予備免許取得[2]
- 2021年（令和3年）
  - 2月24日 - 特定地上基幹放送局の免許取得
  - 2月28日 - 開局、10時より放送開始、開局特別番組は間中社長と埼玉県知事・川越市長との対談[7]、JCBAインターネットサイマルラジオによるインターネット配信も開始
  - 5月17日 - 川越市と「災害時緊急放送に関する協定」を締結[8]

2025年5月現在。リーフレットより。
- KAWAGOE LIVE（月曜　- 金曜・8:30 - 11:00）
  - （月）「モーニング・ミスト」・司会：miya
  - （火）「朝のEXPOsition！」・司会：早川優
  - （水）「キラッと！Mamiラジ。」・司会：Mami
  - （木）「Sweet Parlorへようこそ！(1・3・5週)」・司会：マツモトケイコ、「Stand By May♪(2・4週)」・司会：May
  - （金）「accoの旅に出かけよう～！(第1・3・5週)」・司会：acco、「ルンルンFRIDAY(第2・4週) 」・司会：チー坊
- KAWAGOE LIVE（月曜　- 金曜 12:00 - 14:30）
  - （月）「みのる(サニークラッカー)のサニーポップマンデー」・司会：みのる（サニークラッカー）
  - （火）「水崎環のあなたとランチタイム！」・司会：水崎環
  - （水）「フォローミー (2・4週) 」・司会：笛吹もも香、「Happy Branch with Wednesday(3週)」・司会：カザリ
  - （木）「木曜かわら版！」・司会：もんやようこ
  - （金）「Friday Afternoon Break」・司会：長田江身子
- KAWAGOE LIVE（月曜 - 金曜 16:00 - 18:30）
  - （月）「MIO’s Twilight Jam(1・3・5週)」・司会：MIO、「Take it easy!!(2・4週)」・司会：大澤良、山岸一之
  - （火）「瀬名ゆき乃のあなたとリボン」・司会：瀬名ゆき乃
  - （水）「エミッフィの栄養いっぱいやさいたま研究所(第1・3・5週)」・司会：エミッフィ、「TAKA江川のお茶でも飲もう(2・4週)」・司会：TAKA江川
  - （木）「みずたま&ゆきのん　Jewel’s Garden」・司会：みずたま&ゆきのん
  - （金）「ナチコミ放送局」・司会：nachi
- Yukko airlinesのクラシックのたび（月曜　7:00 - 7:45）司会：Yukko
- がんばれ若獅子！週刊・埼玉西武ライオンズ（月曜　20:00 - 20:30）
- フォーチュンナイト（月曜 20:30 - 21:00）司会：ドクターウエハラ・ドクターエミュー(第1・2週)/ゆう香・あい香(第3・4週)
- JPとビスケッティ佐竹の「どよめく化け者」（月曜　21:00 - 21:30）司会：JP（ものまね芸人）／ビスケッティ佐竹（ものまね芸人・吉本坂46）
- ナックルヘッドのハッピーMONDAYエンタメアワー（月曜　22:00 - 22:45）司会：Knuckle Head（ナックルヘッド）
- DJ武井のROCK ROCK ROCK!（月曜　22:45 - 23:00・金曜 19:30 - 20:00）司会：DJ武井
- 埼玉マガジンの昼ラジ 〜withきずなジェラート〜（火曜・金曜 11:30 - 12:00）司会：ナオキ＆まーみー
- スポットライト☆ステージ（火曜 - 金曜　20:00 - 21:00）司会：欅坂46、乃木坂46、日向坂46（月替わり）
- すまいるシンジケート（火曜　23:00 - 23:30）司会：藤伊由衣
- 武田いずみの深夜の定点観測（火曜　23:30 - 24:00 ：1・3週 本放送／2・4週 再放送）司会：武田いずみ
- はやと整体「お悩み相談室」（水曜 6:30 - 7:00）司会：はやと、アシスタント：さき
- みんなできくアロマ（水曜 8:00 - 8:15）司会：はらみなこ
- 素敵なインディーズアーティスト（水曜 23:00 - 23:30）司会：シャンクス山内
- Blackout with Gods of Decay（水曜 24:00 - 24:30）司会：Frost
- 蔵え！特撮トラック（水曜（木曜深夜） 1:00 - 2:00）
- 森内翔大の！あつまれ！ミュージカルの森（木曜 23:00 - 23:30）司会：森内翔大
- 四六甫無のPUNKだホイ！（木曜（金曜深夜） 24:00 - 1:00）司会：四六甫無
- ラジ川 スイートメロディ~POTATOエディション~（金曜 7:00 - 7:45）
- ChokerJokersの「Ready Dog Radio」（金曜 18:30 - 19:00）司会：ChokerJokers ジョン(vo,key,DJ) 、うだっち(g)
- 醸シ屋音楽堂（金曜 19:00 - 19:30）司会：藤井康一＆朝霧重治
- エビテツのGO GO FOOTBALL（金曜 22:00 - 23:00）司会：恵比寿徹也
- ちょっとディープな川越観光案内（土曜 6:30 - 7:00）司会：小江戸川越のらり蔵り、アシスタント:つじぼー（辻原真由美）
- KAWAGOE LIVE（土曜 12:00 - 14:30）
  - GO!GO!RADIO Station（1・5週）司会：ちゃんたけ
  - Happy Branch（2週）司会：山本幸枝
- 小江戸じゅるね（3週）司会：安野由記子
- Beyond Media（4週）司会：Marianne（マリアンヌ）
- 週刊もあもあ倶楽部（日曜 23:00 - 23:30）司会：MOAMi
- 真夜中の小江戸リズム便り（毎日（深夜） 2:00 - 4:00）

アーティストの魅力に浸かれる120分。
- 夢の小江戸サウンド（毎日 4:00 - 5:00）
- サンライズミュージック（毎日 5:00 - 6:00）

ヒーリング・ミュージックをノンストップで。